# The Outlaws (gruppo musicale britannico)
The Outlaws sono stati un gruppo musicale britannico di pop e rock strumentale, attivo nella prima metà degli anni sessanta.

## Storia
Dopo aver fatto parte dei londinesi Billy Gray & The Stormers, che si sciolsero durante l'estate del 1960, il cantante Billy Kuy, il chitarrista Reg Hawkins, il bassista Chas Hodges e il percussionista Bobby Graham, vennero contattati dall'ingegnere del suono Joe Meek per diventare il suo gruppo di supporto. Il nuovo complesso, rinominato da Meek The Outlaws, pubblicò diversi singoli per Mike Berry fra cui Tribute to Buddy Holly (1961), che contribuì a dar loro visibilità. Nel 1963 i membri del gruppo fecero un cameo nel film Live It Up! di Lance Comfort. La loro Bike Beat (1964), attribuito ai Rally Rounders, venne commissionata dalla Raleigh Bicycle Company. Nel corso della loro carriera, gli Outlaws videro diversi cambi di formazione, gli artisti che entrarono a far parte del complesso includono Ritchie Blackmore e Mick Underwood, che avevano già fatto parte dei Savages di Screaming Lord Sutch. Secondo John Peel, Keep a Knockin' (1964) degli Outlaws sarebbe il primo brano heavy metal. Nel corso della loro carriera, oltre Meek e Mike Berry, gli Outlaws collaborarono assieme a cantanti come Houston Wells, Gene Vincent, John Leyton, Geoff Goddard e Heinz Burt. La band si sciolse nel 1965.

## Formazione
- Mike Berry
- Chas Hodges
- Bobby Graham
- Ritchie Blackmore
- Mick Underwood
- Reg Hawkins
- Billy Kuy
- Roger Mingaye
- Don Groom
- Ken Lundgren
- Harvey Hinsley

## Discografia

### Album in studio
- 1961 – Dream of the West

### Singoli ed extended play
- 1961 – Swingin' Low
- 1961 – Will You Love Me Tomorrow/My Baby Doll (come Mike Berry & The Outlaws)
- 1961 – Ambush
- 1961 – Tribute to Buddy Holly (come Mike Berry & The Outlaws)
- 1961 – Valley of the Sioux
- 1962 – Last Stage West
- 1963 – That Set the Wild West Free
- 1963 – Don't You Think It's Time/Loneliness (con Mike Berry)
- 1963 – Law and Order
- 1964 – The Bike Beat  (come The Rally Rounders)
- 1964 – Keep a Knockin'

### Antologie
- 1989 – Sounds of the Sixties (come Mike Berry & The Outlaws)
- 1990 – Ride Again (The Single As & Bs)